# 朝鮮日本軍性的奴隷及び強制連行被害者補償対策委員会
朝鮮日本軍性的奴隷及び強制連行被害者補償対策委員会は、1992年8月に組織された北朝鮮の団体である。略称、朝対委。1992年2月に平壌で開かれた南北首脳級会談で、北朝鮮が韓国に、慰安婦問題で対日追及運動の共闘を打診し、韓国が受け入れたことにより、結成された。
2012年8月15日に、韓国挺身隊問題対策協議会と共同声明を出し、日本に慰安婦問題や強制徴用、徴兵、朝鮮人集団虐殺、文化財略奪などのあらゆる犯罪行為、人的物的被害と略奪行為に対し謝罪と賠償を要求するとともに、日韓軍事協力を徹底的に阻止すると宣言した。
このことで韓国が韓国挺身隊問題対策協議会に罰金を科したことに対し、2012年10月5日に、朝鮮日本軍性奴隷および強制連行被害者問題対策委員会スポークスマンは、韓国当局を批判する談話を発表した。

## 関連記事
- 従軍慰安婦・太平洋被害者補償対策委員会